# Psechrus himalayanus
Espèce
Psechrus himalayanus est une espèce d'araignées aranéomorphes de la famille des Psechridae.

## Distribution
Cette espèce se rencontre en Inde en Himachal Pradesh et en Uttarakhand, au Népal, au Bhoutan et en Chine au Tibet,,.

## Description
Les mâles syntypes mesurent de 20 à 25 mm.
Le mâle décrit par Levi en 1982 mesure 15,0 mm et la femelle 17,5 mm.
Le mâle décrit par Hu en 2025 mesure 17,0 mm.

## Systématique et taxinomie
Cette espèce a été décrite par Simon en 1906.

## Étymologie
Son nom d'espèce lui a été donné en référence au lieu de sa découverte, l'Himalaya.

## Publication originale
- Simon, 1906 : « Étude sur les araignées de la section des cribellates. » Annales de la Société entomologique de Belgique, vol. 50, p. 284-308 (texte intégral).